# Saint-Grégoire-d'Ardennes
Saint-Grégoire-d'Ardennes är en kommun i departementet Charente-Maritime i regionen Nouvelle-Aquitaine i västra Frankrike. Kommunen ligger  i kantonen Saint-Genis-de-Saintonge som ligger i arrondissementet Jonzac. År 2022 hade Saint-Grégoire-d'Ardennes 144 invånare.

## Befolkningsutveckling
Antalet invånare i kommunen Saint-Grégoire-d'Ardennes
Referens:INSEE